# Ch’ŏllima-9.25
Der Ch’ŏllima 9.25 (천리마 9.25) ist ein Oberleitungsbus-Typ der Oberleitungsbuswerke Pjöngjang, der von 1963 bis 1967 produziert wurde. Der Markenname leitet sich vom Pferd Ch’ŏllima ab, einem Wesen der koreanischen Mythologie.
Derzeit ist nur noch ein Fahrzeug mit der Betriebsnummer 903 in Pjöngjang im Einsatz. Seine Laufleistung betrug Anfang 2016 drei Millionen Kilometer. Der Ch’ŏllima 9.25 903 wird sowohl für Sonderfahrten als auch im regulären Linienbetrieb eingesetzt.